# Symidia pintosamia
Symidia pintosamia är en insektsart som beskrevs av Broomfield 1985. Symidia pintosamia ingår i släktet Symidia och familjen Derbidae. Inga underarter finns listade i Catalogue of Life.